# Isabelle le Despenser (morte en 1334)
Pour les articles homonymes, voir Isabelle le Despenser.
Isabelle le Despenser (vers 1290 – 4 ou 5 décembre 1334) est une femme de la noblesse anglaise du XIVe siècle.

## Biographie
Née vers 1290, Isabelle le Despenser est le troisième enfant d'Hugues le Despenser et d'Isabelle de Beauchamp, fille de Guillaume de Beauchamp, 9e comte de Warwick. Son enfance demeure largement méconnue. Le 26 mai 1306, elle épouse Gilbert de Clare, seigneur de Thomond, dans le cadre d'une double alliance entre les familles de Clare et le Despenser : en effet, le même jour, son frère Hugues se marie avec Éléonore de Clare, une cousine de Gilbert. Même s'il est un proche compagnon du roi Édouard II, Gilbert de Clare meurt prématurément peu avant le 16 novembre 1307, à peine quelques mois après l'avènement du monarque dont il pouvait espérer bénéficier de marques de faveur. Isabelle le Despenser n'a aucun enfant de son premier mariage.
Après avoir reçu son douaire le 30 janvier 1308, Isabelle se remarie quelques mois plus tard en deuxièmes noces avec John Hastings, 1er baron Hastings. Cet important baron d'Angleterre est âgé d'une trentaine d'années de plus qu'elle et est très proche de son père Hugues le Despenser : leurs liens remontent au moins au milieu des années 1290. Isabelle accompagne son époux lors de son mandat de sénéchal de Gascogne entre le 24 octobre 1309 et janvier 1312. Elle lui donne trois enfants et devient une seconde fois veuve le 28 février 1313. Le douaire d'Isabelle lui est remis quelques semaines plus tard, le 11 avril 1313, et comprend plusieurs possessions réparties dans le Suffolk, le Huntingdonshire, le Leicestershire et le Staffordshire, ce qui rend sa main fort attractive.
Isabelle le Despenser épouse en troisièmes noces avant le 20 novembre 1318 Raoul de Monthermer, 1er baron Monthermer et ancien beau-frère d'Édouard II. Le mariage ayant eu lieu sans son autorisation, le roi confisque les possessions du couple, avant de les lui restituer le 12 août 1319 en échange d'une amende de 1 000 marcs, finalement annulée en 1321. Raoul et Isabelle conservent en revanche la confiance d'Édouard II, puisqu'ils obtiennent en septembre 1324 la garde de ses filles Aliénor de Woodstock et Jeanne de la Tour, afin de parfaire leur éducation. Les princesses sont logées à partir de cette période au château de Marlborough, situé dans le Wiltshire. Le fait qu'une telle responsabilité ait été confiée au couple provient sans doute de l'influence du père et du frère d'Isabelle, devenus depuis plusieurs années les favoris d'Édouard II. Malgré la mort de son époux le 5 avril 1325, Isabelle conserve la garde des deux princesses.
Si elle perd ce poste au profit de Joan Jermy le 19 février 1326, Isabelle n'est toutefois nullement en défaveur auprès d'Édouard II. Ce dernier assiste au mariage de sa fille Margaret Hastings avec Robert Wateville le 19 mai 1326 et dîne avec elle le 8 août suivant. L'hégémonie des Despenser les fait pourtant entrer en conflit avec Isabelle de France, l'épouse d'Édouard. Isabelle le Despenser est peut-être à Bristol le 27 octobre 1326, lorsque son père est exécuté pour haute trahison par les partisans de la reine. Elle n'est cependant pas inquiétée après l'exécution de son frère Hugues et la destitution d'Édouard II, bien qu'elle doive payer en juin 1328 une dette de 300 livres à la reine Isabelle. Elle reçoit même en décembre 1327 la garde d'Isabelle de Verdun et d'Élisabeth Damory, les filles d'Élisabeth de Clare, qui assiste à ce moment-là aux funérailles d'Édouard II, alors que son frère Hugues avait usé de son influence pour accaparer certaines possessions d'Élisabeth. Menant une existence discrète, Isabelle le Despenser meurt le 4 ou 5 décembre 1334 et ses possessions sont héritées par son second fils Hugh Hastings.

## Descendance
De son deuxième mariage avec John Hastings, Isabelle le Despenser a trois enfants :
- Thomas Hastings (vers 1309 – 11 janvier 1333) ;
- Hugh Hastings (vers 1310 – 29 ou 30 juillet 1347), épouse Margery Foliot ;
- Margaret Hastings (vers 1312 – 7 juillet 1359), épouse William Martin, 2e baron Martin, puis Robert Wateville.